# ハイボール

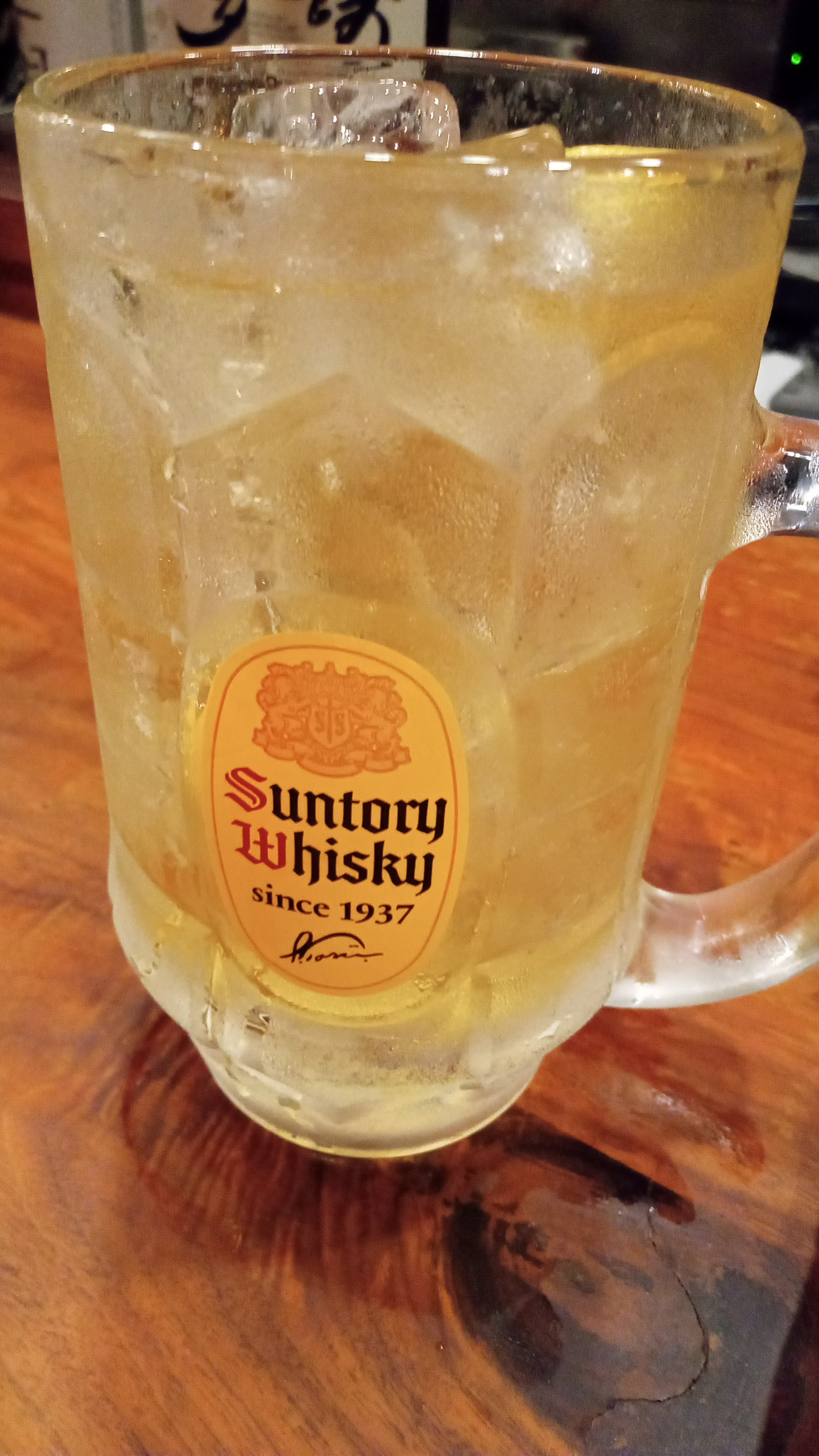
ウイスキーのハイボール（ウイスキー・ソーダ）の例

ハイボール (Highball) とはカクテルの名称。ウイスキーをソーダ水（炭酸水）で割ったもの（ウイスキー・ソーダ）が元祖であるが、広義ではスピリッツ、リキュールをソーダやトニックウォーターなどの炭酸飲料や、フレッシュジュースなどアルコールの含まれていない飲料で割ったもの全般を指す。日本では焼酎やウォッカなどをベースとしたカクテルを焼酎ハイボール（チューハイ）と呼んでいる。

## 歴史
ヨーロッパでは1760年代になって人工的に炭酸水を作り出せるようになったことで、白ワインを炭酸水で割ったカクテルのスプリッツァーなどが大衆化した。1771年にはトニックウォーターが開発されてジン・トニックを産み出し、19世紀後半までイングランド上流階級にはブランデー・ソーダが愛飲されていた。しかしながら、ブランデー・ソーダはハイボールとは呼ばれておらず、古いカクテルブックには、他のスピリッツやリキュールと炭酸水の組み合わせがハイボールの項目に収められている。
ウイスキーと炭酸水割りをハイボール（ウイスキー・ハイボール）と呼ぶようになり、それが他のスピリッツやリキュールの炭酸水割りもハイボールと呼ぶようになったのがいつなのかははっきりとしていない。
アメリカ合衆国では大陸横断鉄道敷設時にハイボールが誕生したとする説が唱えられている。ジン・リッキーなどのリッキースタイルの原型、アメリカンウイスキーで作るジョー・リッキーは1883年にワシントンD.C.で誕生したカクテルだが、ウイスキーと炭酸水で作られるにもかかわらず、ハイボールとは呼ばれていない。このことから、ハイボールがアメリカ合衆国で誕生していたとするならば、1883年頃の東部アメリカにはまだ伝わっていなかったものと考えられる。
イギリスでは、19世紀半ば過ぎからフィロキセラの害によりワインやブランデーの入手が困難になり（19世紀フランスのフィロキセラ禍）、スコッチ・ウイスキー（ブレンデッドウイスキー）が誕生すると共に人気となる。上述のようにブランデー・ソーダが好まれていたが、これも次第にウイスキー・ソーダ（スコッチ・ソーダ）に移っていったものと考えられる。
誕生したのがいずれかはともかく、アメリカでの1910年前後のアメリカンウイスキーの広告には、ウイスキー・ソーダでの飲み方を薦めているものがあると共にハイボールという言葉も使われており、禁酒法の施行前までにはハイボールの呼び名が定着していたものと考えられる。
歴史的には、1950年代までのアメリカ合衆国では、ハイボールはカクテルの一種とはみなされず、むしろカクテルと並立するミックス・ドリンクの一カテゴリとされることがあった。

### 日本におけるハイボールの歴史

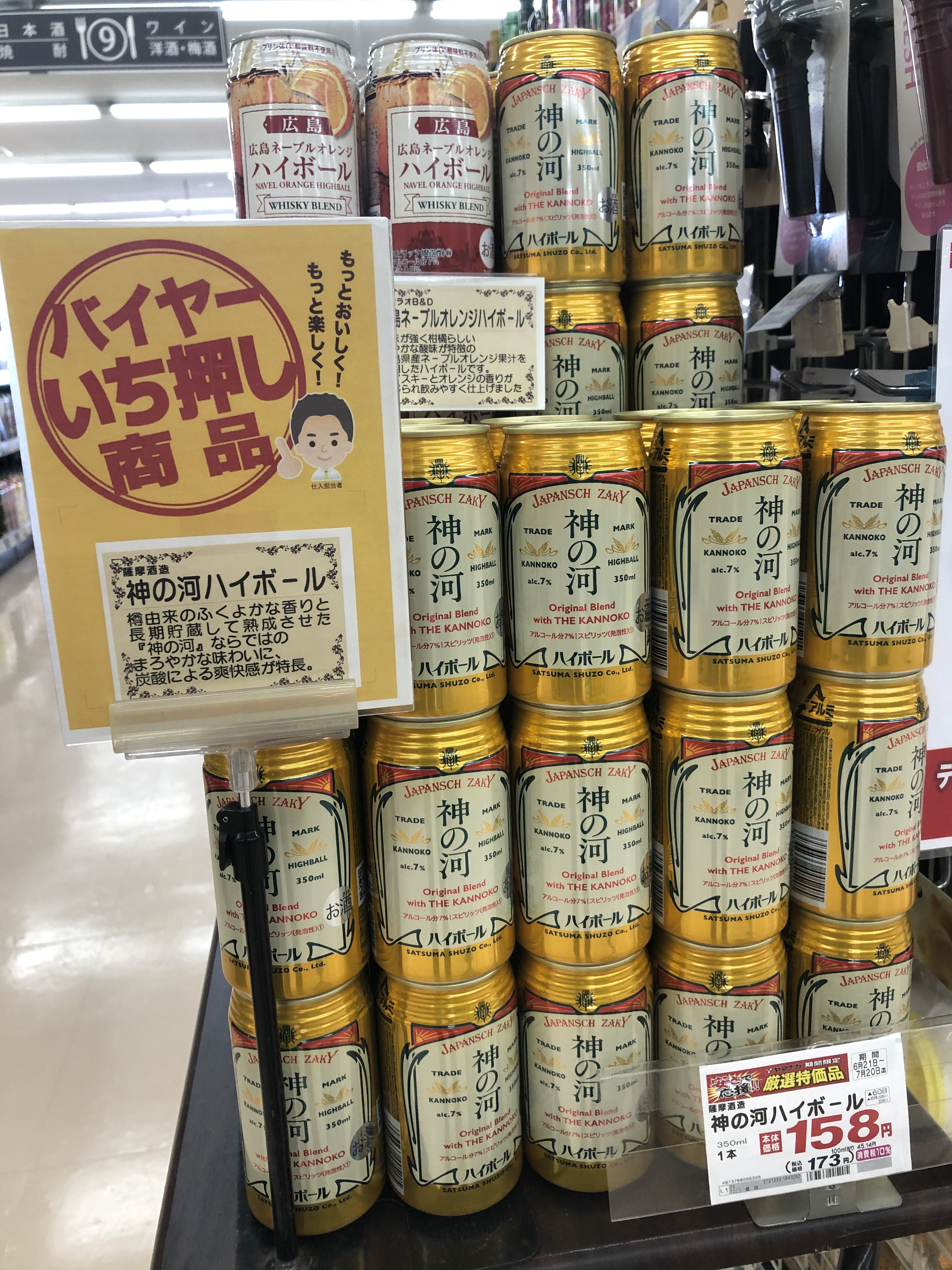
缶入りのハイボール

日本では昭和初期にはハイボールを飲ませるバーがあった。
1942年（昭和17年）にサントリーが『中央公論』（中央公論新社）に出稿した広告では「炭酸水で割るとウイスキーの持っている深い味が死ぬ」とし、ストレートか冷水で薄める飲み方を勧めている。そのサントリーは、第二次世界大戦後にはトリスバーをはじめハイボールブームをけん引することになる。
日本では1954年からトリスバーが展開し、トリスのソーダ割りであるトリスのハイボールが普及した。これはＴハイあるいはトリハイとも呼ばれ、安価なことから庶民・若者に大流行した。その結果、日本の居酒屋ではハイボールと言えばウィスキーのソーダ割りとして広まった。
カクテル（ミクソロジー）の用語では、ハイボールは蒸留酒+炭酸水+ノンアルコールのミキサー（割り材）をたっぷり混ぜたカクテルの一カテゴリを言う。ジン・トニックやキューバ・リブレはハイボールの一種である、海外のバーでは、スコッチ・アンド・ソーダなりバーボン・アンド・ソーダなどと言わないとオーダーにならない
。
ただし韓国は例外であり、2023年ころから日本風居酒屋が定着し若者の間でハイボールが流行となったが、
ハイボールを注文するとウィスキーを甘いトニックウォーターで割ったものが出ることがほとんど。
日本のウイスキー市場は1983年をピークに急激に縮小し、2007年には販売量ベースで6分の1にまで落ち込んだ。調査の結果、ウイスキーは他のアルコール飲料に比べて高価格であること、それにウイスキーには中高年がグラスを片手に氷の音を響かせながら飲むという古いイメージがあることから、若者がウイスキーを敬遠していたこと、低アルコール飲料の台頭によって、若者のビール離れも指摘される時代であり、若者を取り込んだ施策が必要とされた。そこで「再発見」されたのがハイボールという飲み方であった。2008年にサントリー角瓶による「角ハイボール」復活プロジェクトがスタートし、これが当たったことで、翌2009年には17%の市場拡大となった。その後、トリスウイスキーの「ハイボール」、「角ハイボール缶」などを発売し、「ハイボール」という飲み方を日本市場に定着させ、ウイスキー市場の底上げに貢献することになった。

## 語源

ボール信号機

語源については諸説ある。
アメリカ合衆国で誕生
ライ・ウイスキーまたはバーボン・ウイスキー。
ボール信号機に由来
- 1869年にアメリカ東海岸と西海岸を結ぶアメリカ大陸横断鉄道が開通すると、1890年頃まで鉄道の敷設ラッシュが起きる。この時に、工事の進捗具合をボール信号機で表し、ボールを高く引き上げているのは「工事の進捗が遅れているので急げ」の合図であり、この信号を「ハイボール」と呼んだ。作業労働者の休憩時間は短く、ハイボールの信号が出たらすぐに工事へ戻るようウイスキーを水で割って飲みやすくしていたのが、ハイボールと呼ばれるようになり、いつしか水ではなく炭酸水で割るようになった。
- 列車の運行状態を運転士にボール信号機で教えており、ハイボールは「遅れているので速度を上げよ」の合図であった。そこから、急いで簡単に作れる飲み物をハイボールと呼ぶようになった。

気球に由来
- 鉄道敷設工事の妨害のためにネイティブ・アメリカンがたびたび襲撃していたが、その襲撃を知らせるために気球（ハイボール）を上げていた。工事完成の祝賀パーティーで、無事に鉄道が開通したのは気球のおかげとして、供されたウイスキーの炭酸水割りをハイボールと呼ぶようになった。

背の高いグラスに由来
- 1890年代のアメリカでは丈の高いグラスをハイボール、丈の低いグラスをローボールと呼ぶのが流行った。これはグラスを握る手が野球のボールの握りに似ていることからである。丈の高いグラスで飲むロングドリンクをいつしかハイボールと呼ぶようになった。

イギリスで誕生
スコッチ・ウイスキー。
ゴルフ場での出来事に由来
- あるゴルフクラブで、炭酸水をチェイサーにウイスキーを飲みながらスタート待ちをしていた紳士がいたが、予定時刻よりも早く自分の名前がコールされた。慌てた紳士は、炭酸水をウイスキーの入ったグラスに注ぎ、急いで口に流し込んだところへ、別の誰かが打ち損じたボールがテラスに飛び込んできて、紳士が「ハイボール」と叫んだことから、ハイボールと呼ばれるようになった。
- 紳士はウイスキー・ソーダを飲んでいたが、そこへ高く舞い上がった打ち損じのボールが飛び込んできた。そこからこの名が広まった。